# 세븐틴 (1998년 영화)
세븐틴(Seventeen)은 1998년 공개된 대한민국의 드라마 영화이다.

## 줄거리
부유한 집안의 여고 2학년 예진은 학교에서는 모범생이지만 뛰어난 백업댄서를 꿈꾸는 인물이다. 예진의 생각을 가장 잘 이해하는 사람은 학교 친구 오상록뿐이다. 상록은 유능한 모니터지만 예진처럼 꿈을 추구하기 위해 모범생이라는 족쇄에서 벗어나지 못한다. 코모도 댄스 컴퍼니의 리더인 혁이 예진이 댄서가 될 가능성을 냉정하게 비판하고 지적한 후, 예진은 학업과 꿈 사이에서 어떤 선택을 해야 할지 고민하기 시작했다. 이후 예진은 부모님에게도 말하지 않고 몰래 무용단 연습실에 찾아가 춤 연습을 하기로 했으나 점차 공부와 춤을 동시에 병행할 수 없게 됐다. 사실을 알게 된 예진의 부모는 이진을 캐나다에 있는 친척들에게 보내자고 주장했다. 결국 예진은 캐나다로 가는 비행기에 오르기 전 상록을 위해 마지막 댄스를 춰주기로 결정했다.
김준태는 선생님이 보기에 나쁜 학생이다. 그는 학교의 유명 운동선수 대건과의 갈등으로 학교를 자퇴하라는 명령을 받았다. 준태는 길거리를 헤매던 중 손님을 모집하던 나이트클럽 포주 지지(본명 재준)를 만난다. 지지는 그녀의 대담한 성격 때문에 그녀를 남자로 착각했다. 준태도 생계를 유지하기 위해 포주가 되어 지지의 집에 머물렀다. 친구 티티는 주유소에서 일하던 중 오토바이를 타고 있는 종수를 만났고, 종수에게 매력을 느꼈다. 어느 날 준태는 지지의 집에서 생리대를 발견하고 그녀가 여자임을 알게 된다. 두 사람의 관계도 미묘해졌다.
준태, 지지, 종수, 티티는 함께 모터사이클을 타고 바다로 나가며 행복하고 자유로운 시간을 보낸다. 같은 시각, 종수 아버지의 부하들이 종수를 찾고 있다. 네 사람은 나이트클럽에 왔다. 티티는 종수에게 자신이 임신했다고 말했지만, 종수는 너무 화가 나서 티티를 꾸짖었다. 준태의 이해 속에 종수는 자신이 사생아임을 밝혔고, 아이의 미래가 걱정되는 티티에게 화를 냈다. 이때 갑자기 종수 아버지가 보낸 남자들이 나타났고, 준태와 종수는 지지, 티티와 함께 곧바로 오토바이를 타고 떠났다. 아버지의 부하들로부터 탈출하면서 종수와 티티는 서로에 대한 마음을 확인하게 된다. 그러나 다가오는 차량을 피하던 중 오토바이가 추락해 호수에 빠지고 종수와 티티가 즉사했다.
다음날 종수 아버지는 경찰에 뇌물을 주고 시신만 회수했다. 준태와 지지는 아버지에게 분노했다. 이후 두 사람은 마스크를 쓴 채 종수의 집에 몰래 들어와 종수 아버지의 물건을 빼앗은 뒤 종수를 의자에 묶었다. 준태는 그에게 자신을 드러내며 티티가 종수의 아이를 임신했다고 말했다. 종수 아버지는 준태와 지지를 만난 뒤 눈물을 흘렸다. 준태와 지지는 종수 아버지의 돈으로 종수와 티티의 장례를 치른 후 오토바이를 타고 여행을 계속했다.

## 배역
- 강성훈 : 상록 역
- 김재덕 : 종수 역
- 은지원 : 준태 역
- 고지용 : 대곤 역
- 이재진 : 혁 역
- 장수원 : 한기 역
- 김지혜 : 예진 역
- 김은미 : 지지 역
- 고동업 : 황보구 역
- 이혜련 : 티티 역
- 박정수 : 예진의 어머니 역